# Partition du Bengale
 (octobre 2023).
Si vous disposez d'ouvrages ou d'articles de référence ou si vous connaissez des sites web de qualité traitant du thème abordé ici, merci de compléter l'article en donnant les références utiles à sa vérifiabilité et en les liant à la section « Notes et références ».
La partition du Bengale (en l'occurrence de la présidence du Bengale), annoncée par George Curzon, gouverneur général des Indes, en juillet 1905 et prenant effet en octobre de la même année, est la séparation de cette région en deux entités politiques, plus ou moins sur des critères religieux (musulmans / hindous) : d'un côté le Bengale-Occidental comportant l'État indien actuel groupé avec le Bihâr et l'Orissa, et de l'autre le Bengale oriental correspondant au Bangladesh actuel, avec l'Assam, le Manipur, l'Arunachal Pradesh, le Nagaland, le Meghalaya et le Mizoram. 
Cette partition eut d'importantes répercussions politiques. Le Congrès national indien relança le mouvement Swadeshi (principalement des boycotts des produits britanniques). Ces protestations amenèrent l'abrogation de la partition en 1911.